# Rombporfyr

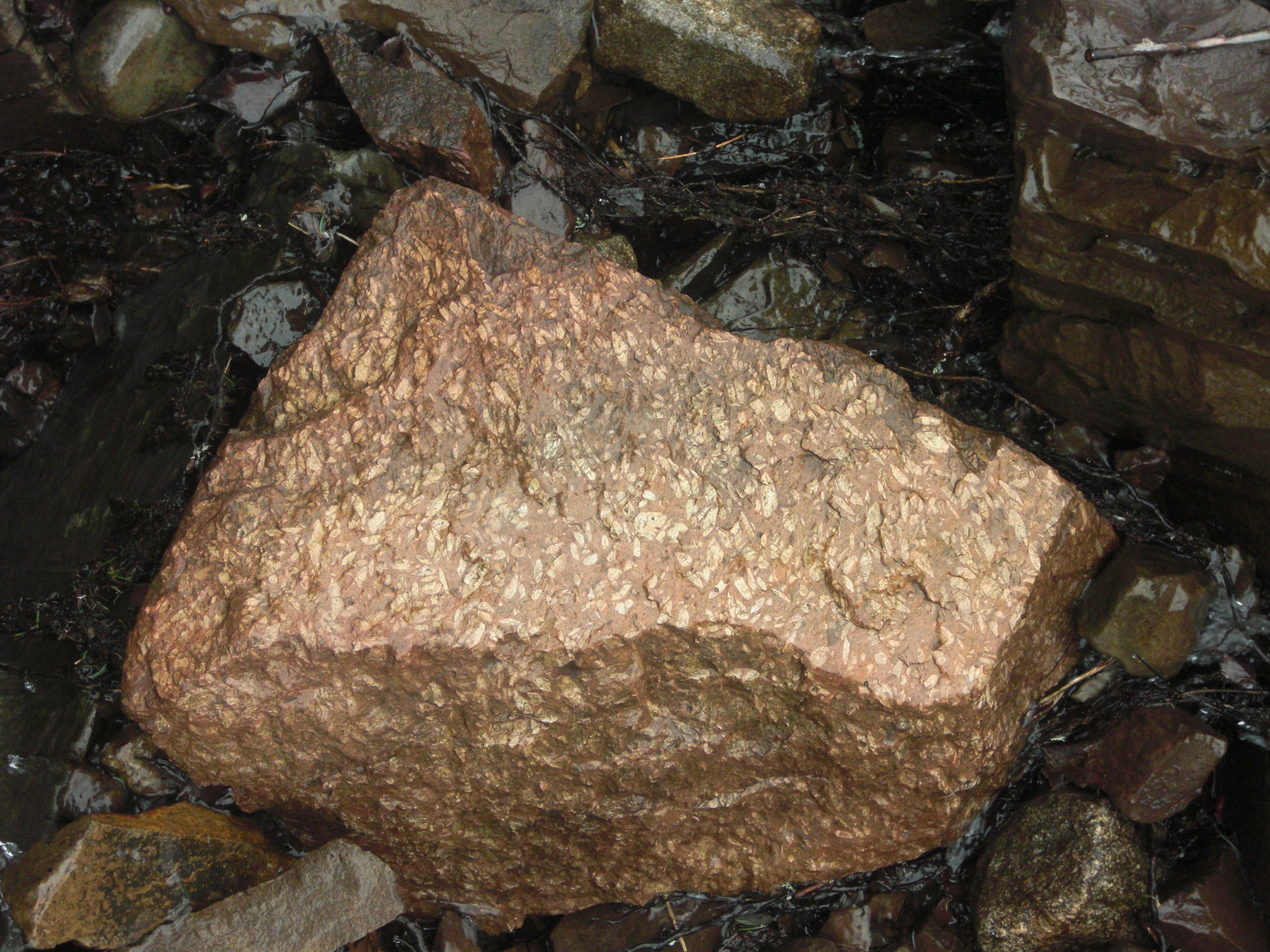
Rombporfyr

Rombporfyr är en magmatisk gångbergart med rombiska strökorn av fältspat.

## Förekomst
Rombporfyr är känd bara i Oslofältet i Norge, norra Bohuslän på bland annat Öddö, och är där av permisk ålder, samt i Östafrika och på Antarktis.
Slottsfjellet i Tønsberg och Kolsåstoppen i Sandvika består av rombporfyr.